# Roger Nikièma
Pour les articles homonymes, voir Nikiema.
Roger Timbila Théodore Nikièma, né en 1935 à Konioudou, dans la province du Bazèga (Burkina Faso) et mort le 15 décembre 2021 à Ouagadougou, est un journaliste et homme de culture burkinabè. Il est ancien directeur de la Radio et de la Télévision de Haute-Volta (actuelle Radiodiffusion-Télévision du Burkina) et l’un des pionniers du journalisme au Burkina Faso. Il est le fondateur de la radio Salankoloto, la première radio associative du Burkina Faso. Il est aussi écrivain. Il est l’initiateur des « Prix Galian », une cérémonie annuelle de récompense des professionnels des médias au Burkina. Le 2 mai 1990, il est nommé membre de la commission constitutionnelle, chargé de rédiger la constitution de la quatrième république au Burkina Faso, qui dépose son document final le 14 octobre 1990.

## Biographie

### Enfance, formation et débuts
Le cursus scolaire de Roger Nikièma commence à l'école primaire de Kombissiri, dans la province du Bazèga. Il est venu à Ouagadougou pour passer le certificat d'études primaires (CEP) et vu qu’il faisait partie des élèves admis les plus âgés, il est envoyé au Cours Normal de Ouahigouya qui est un établissement qui forme des instituteurs. Là-bas, Timbila est responsable de la bibliothèque. Il profite chaque soir pour lire et se cultiver. Après sa formation, il devient instituteur mais son envie d’apprendre et de s’améliorer le pousser à poursuivre ses études à l’université d’Abidjan. Depuis l’école primaire, il nourrit sa passion pour la lecture. Faisant partie de ceux qui raccompagnaient le maître avec ses effets au sortir des cours, il lui arrive de « chiper » quelques livres pour les lire et les ramener dans la bibliothèque du maître.
Pendant qu’il était en études à Abidjan, il apprend qu’une équipe à Ouagadougou était à la recherche de volontaires pour une formation en journalisme en France. Le temps, pour lui de faire le déplacement à Ouaga, l’équipe était déjà à Niamey au Niger. Mais il eut une seconde chance avec le ministre de l’information de l’époque. Celui-ci l’envoie faire un test à la Radiodiffusion de Haute-Volta (actuelle Radiodiffusion-Télévision du Burkina) qui venait d’ouvrir ses portes, en 1959. Le directeur de la radiodiffusion, de l'époque, lui propose une lecture de dépêches dans le studio. Roger Nikièma est retenu comme journaliste.
Il se perfectionne à travers diverses formations. De 1970 à 1973, il a eu droit à une formation de qualité au Centre d'études des sciences et techniques de l'information (CESTI) de l’université Cheikh-Anta-Diop de Dakar au Sénégal. Il fait aussi ses pas d’apprentissage à l’Office de coopération radiophonique (OCORA) en France où il obtient un diplôme d’animateur de programme avec spécialité « journalisme ». Il est diplômé aussi du Centre de formation de journalisme de Khool, en Israël.

## Journaliste
La nature a doté Roger Nikièma d’une belle voix qui séduit les auditeurs de Radio Haute-Volta chaque jour. En effet, il n’a pas mis longtemps à acquérir son premier grade à la radio nationale. Dès 1958, il est nommé chef du service des informations de la radiodiffusion de Haute-Volta, puis directeur de la radiodiffusion Télévision de Haute-Volta (actuelle Radiodiffusion-Télévision du Burkina -RTB), de 1967 à 1969. Entre 1976 et 1984, il est détaché comme chef de service presse à la Communauté économique des États de l'Afrique de l'ouest (CEAO). Il occupe ensuite de 1985 à 1987, le fauteuil de directeur de la Télévision nationale du Burkina (TNB). Il prend sa retraite administrative, en décembre 1988.
Il a été correspondant pour des radios internationales, telles que Radio France internationale (RFI), la Deutsche Welle (la Voix de l’Allemagne), Radio Nederland et la British broadcasting corporation (BBC). Il est correspondant de presse au Vietnam pendant la guerre du Vietnam,.

### Fondateur de Radio Salankoloto
Après sa retraite administrative de la fonction publique burkinabè, il crée avec des camarades, l’Association Galian qui porte le projet de radio Salankoloto qui voit le jour le 27 novembre 1996 à Ouagadougou. Radio Salankoloto est pendant longtemps la seule radio associative de Ouagadougou et sa particularité est l'utilisation des langues nationales pour communiquer avec ses auditeurs. Salankoloto est un nom (en mooré) interpellateur tiré du terroir burkinabè, c'est un personnage imaginaire qui revêt partout le même costume, celui d'un conseiller.

## Écrivain
Son roman Deux adorables rivales publié en 1967 est le deuxième roman de la Haute-Volta après Crépuscule des temps anciens de Nazi Boni, paru en 1962. Roger Nikièma, à 77 ans, publie sa dernière œuvre intitulée L’Hier de Koss-Yam, dont une cérémonie de dédicace a eu lieu le 3 août 2012 au centre national des arts, des spectacles et de l’audiovisuel (CENASA). Publié par les éditions Jethro SA, L’Hier de Koss-Yam est un roman de 90 pages et se veut un « reportage » qui retrace une histoire dramatique voire tragique dans le village imaginaire de Koss-Yam en Haute-Volta au temps de la colonisation. il a été écrit en 1970 et publié, dans un premier temps, par l’université de Ouagadougou en 2005.

### Vie associative
Roger Nikièma est membre fondateur de l'Union nationale de l'audiovisuel libre du Faso (UNALFA) dont il a été le premier président de 1995 à 1999 .  A l'occasion du trentième de cette association qui regroupe toutes les radios du Burkina Faso, la salle de rédaction centrale de l'UNALFA a été baptisée au nom de Roger Timbila Théodore Nikièma, le samedi 18 janvier 2025.  
il est l’initiateur des Prix Galian, une cérémonie d'excellence et de récompense des journalistes au Burkina Faso.  

## Ouvrages

### Roman
- Dessein contraire, imprimerie des Presses africaines, 1966[13]
- L’Hier de Koss-Yam, Editions Jethro SA, 2012, 90 p.[11]

### Nouvelles
- Deux adorables rivales Yaoundé, éditions Clé - Yaoundé, 1971, 51p. 18x12,5 cm[14] ISNI 0000 0000 6645 1788[15]
- Le soleil de la terre, éditions Clé - Yaoundé, 1971

### Poésie
- Mes flèches blanches, Ouagadougou, imprimerie presses africaines, 1981 (poésie pour enfants)
- Le rêve de Macalou, Institut culturel africain de Dakar[13].

## Distinctions honorifiques
- Commandeur de l'Ordre National[6]
- Médaillé d'argent du mérite du travail du Burkina[16]